# Fractale de Newton

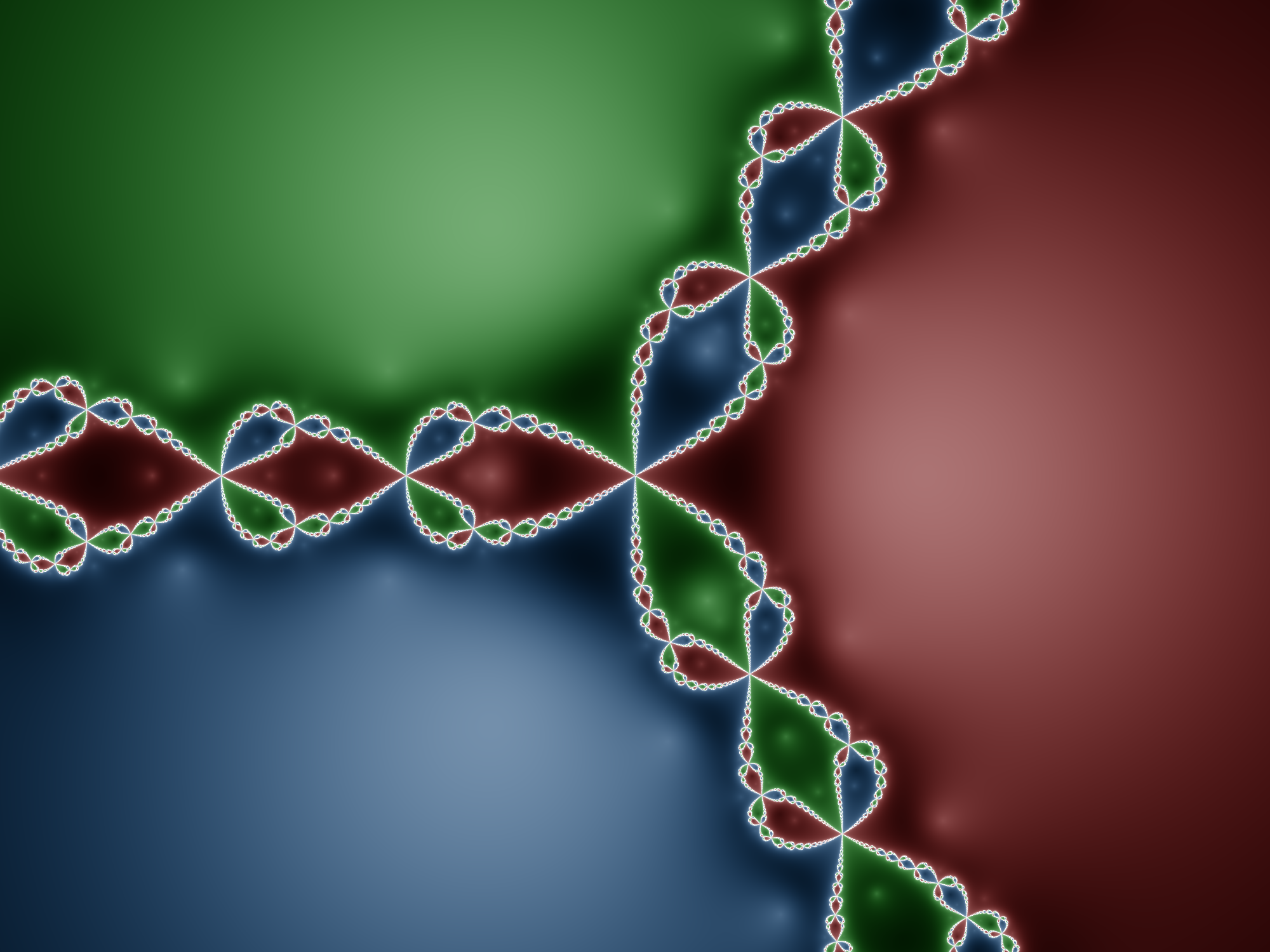
Fractale de Newton z -1 et les 3 bassins d'attraction des racines du polynôme (en couleur).

La fractale de Newton est un ensemble frontière défini dans le plan complexe caractérisé par l’application de la méthode de Newton à un polynôme {\displaystyle \textstyle {p(z),z\in \mathbb {C} .}}

## Définition
La fractale de Newton est l’ensemble de Julia d’une fonction méromorphe {\displaystyle z\mapsto z-{\tfrac {p(z)}{p'(z)}}} qui est donnée par la méthode de Newton. Lorsqu’il n'y a pas de cycles attractifs, il divise le plan complexe en régions Gk, chacune d’elles associée à chaque racine de ce polynôme.
La fractale de Newton classique est ainsi associée au polynôme z3 -1 et divise le plan en trois régions associées à ses trois racines : {\displaystyle {1,-{\frac {1}{2}}+{\frac {\sqrt {3}}{2}}\mathrm {i} }} et {\displaystyle {-{\frac {1}{2}}-{\frac {\sqrt {3}}{2}}\mathrm {i} }}.

### Construction
De nombreux points du plan complexe sont associés à chaque racine de la manière suivante :
Un point z0 du plan complexe est choisi comme point de départ. On applique la méthode itérative de Newton :
{\displaystyle z_{n+1}=z_{n}-{\frac {p(z_{n})}{p'(z_{n})}}.}
En particulier, la fractale de Newton classique s'obtient en itérant :
{\displaystyle z_{n+1}=z_{n}-{\frac {z_{n}^{3}-1}{3z_{n}^{2}}}={\frac {2z_{n}^{3}+1}{3z_{n}^{2}}}.}
Cette règle mène à une suite de points z1, z2 , etc. Si la suite converge vers la racine Rk du polynôme, alors z0 appartient à la région Gk. Cette région est aussi appelée « bassin d'attraction de la racine Rk ».
Toutefois, pour tout polynôme de degré égal au moins à 2, il existe des points pour lesquels la suite de Newton ne converge pas, c’est le cas de la frontière des bassins d’attraction de chaque racine.

### Structure fractale
La fractale de Newton présente, à l’instar de toute fractale, une apparence complexe, malgré une description simple, et des auto-similarités visibles à toutes échelles (voir zoom successifs ci-dessous).

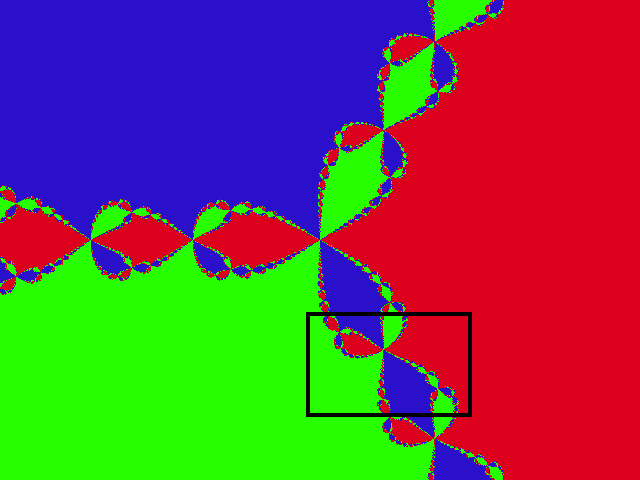
Newton z3 -1.
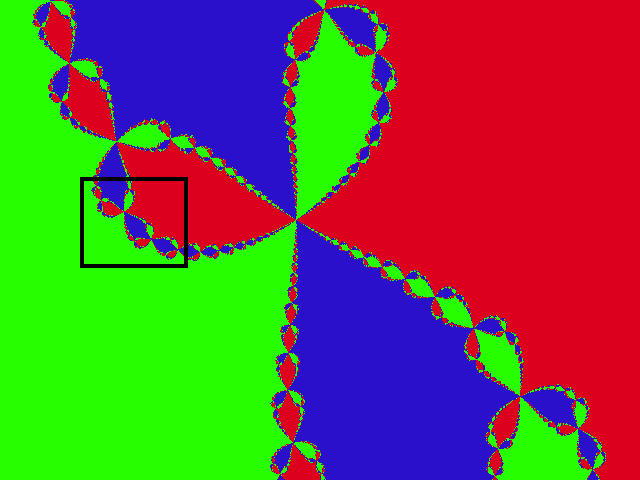
1er zoom.
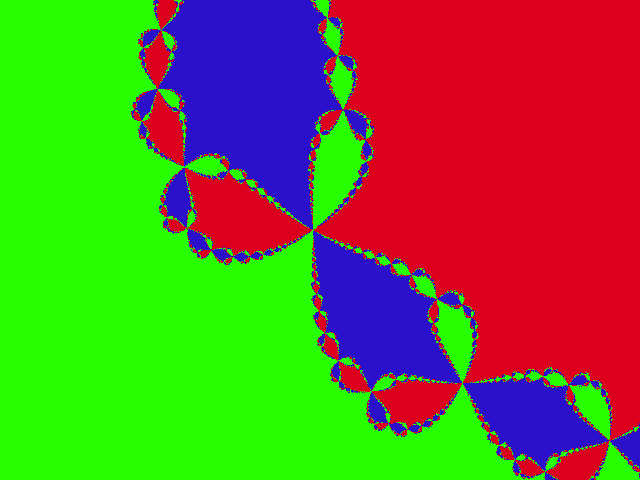
2e zoom.

Elle suggère également que la méthode de Newton peut être très sensible aux conditions initiales et que deux points initiaux infiniment proches peuvent converger vers des racines différentes.
Elle montre, enfin, que chaque point de la fractale de Newton est un point-frontière multiple, séparant chacun des n bassins d'attraction. Si deux points infiniment proches convergent vers deux racines distinctes, alors il existe un troisième point, infiniment proche également, qui converge vers la troisième racine. Voir l'article sur les lacs de Wada.

### Généralisation
Une généralisation de l’itération de Newton est :
{\displaystyle z_{n+1}=z_{n}-a{\frac {p(z_{n})}{p'(z_{n})}}}
où a est un nombre complexe. Le cas particulier a = 1 correspond à la fractale de Newton classique.
Les points fixes de cette transformation sont stables si a appartient au disque centré en 1 de rayon 1. Hors de ce disque les points fixes sont localement instables, toutefois la transformation présente une structure fractale au sens de l’ensemble de Julia. Si p est un polynôme de degré n, alors la suite zn est bornée tant que a reste dans le disque de rayon n centré en n.

### Autres méthodes
En analyse numérique, nombre de méthodes de résolution d'équation existent.
Les fractales associées partagent des caractéristiques communes avec la fractale de Newton : la frontière triple, des auto-similarités à toutes les échelles, et trois bassins d'attraction non connexes (en couleur). Selon les conditions initiales choisies, la méthode de la sécante crée des zones de non-convergence.
Voir les exemples ci-dessous, appliqués à la fonction polynomiale z3 -1 :
| Méthode                | Formule | Convergence | Illustration | Remarques |
| ---------------------- | --- | ----------- | ------------ | --- |
| Méthode de la sécante  | {\displaystyle {z_{n+1}=z_{n}-{\frac {z_{n}-z_{n-1}}{p(z_{n})-p(z_{n-1})}}p(z_{n}).}}                                                                   | 1,618       |              | La méthode de la sécante permet de s'affranchir du calcul de la dérivée en approximant la dérivée {\displaystyle p'(z_{n})} par {\displaystyle \textstyle {\frac {p(z_{n})-p(z_{n-1})}{z_{n}-z_{n-1}}}}. Dans l'illustration on a posé {\displaystyle z_{-1}} proche de {\displaystyle z_{0}}. |
| Méthode de Newton      | {\displaystyle {z_{n+1}=z_{n}-{\frac {p(z_{n})}{p'(z_{n})}}}}                                                                                           | quadratique |              | |
| Méthode de Halley      | {\displaystyle {z_{n+1}=z_{n}-{\frac {2p(z_{n})p'(z_{n})}{2{[p'(z_{n})]}^{2}-p(z_{n})p''(z_{n})}}}}                                                     | cubique     |              | |
| Méthode de Householder | {\displaystyle {z_{n+1}=z_{n}-{\frac {p(z_{n})}{p'(z_{n})}}\times (1+h_{n})}} avec {\displaystyle {h_{n}={\frac {p(z_{n})p''(z_{n})}{2p'(z_{n})^{2}}}}} | cubique     |              | Les méthodes de Householder généralisent les méthodes de Newton et de Halley. |

Fractales de Newton
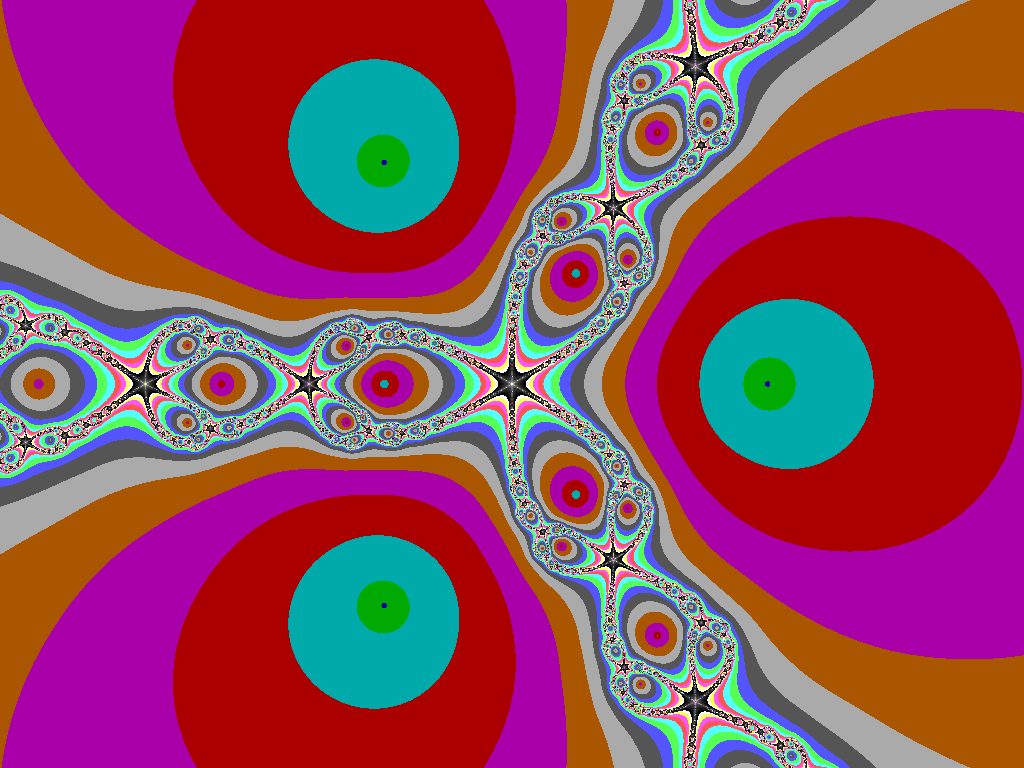
Fractale de Newton pour le polynôme p(z) = z3 -1, coloré en fonction du nombre d’itérations de convergence.
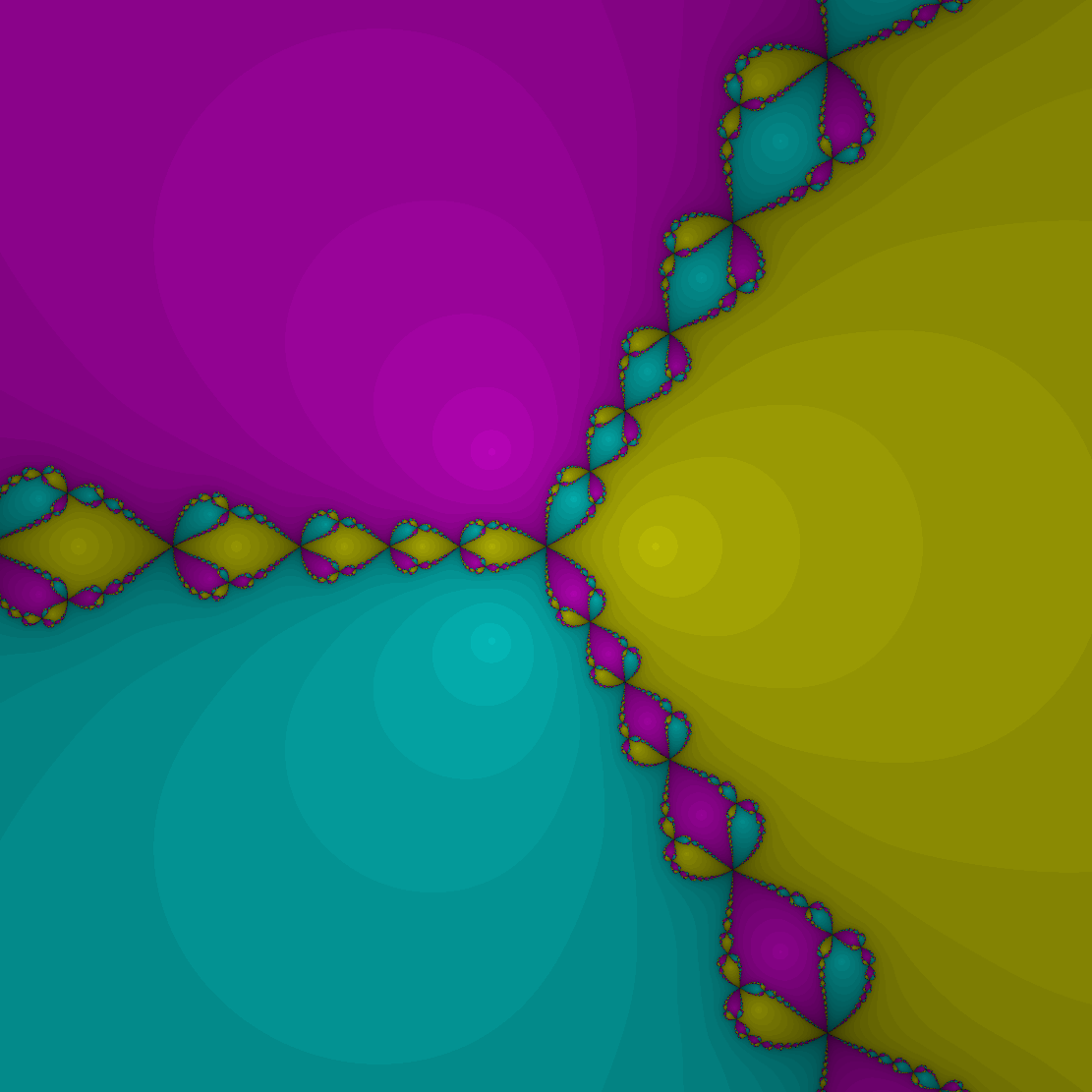
Fractale de Newton pour le polynôme p(z) = z3 -1,  colorée par racine atteinte.
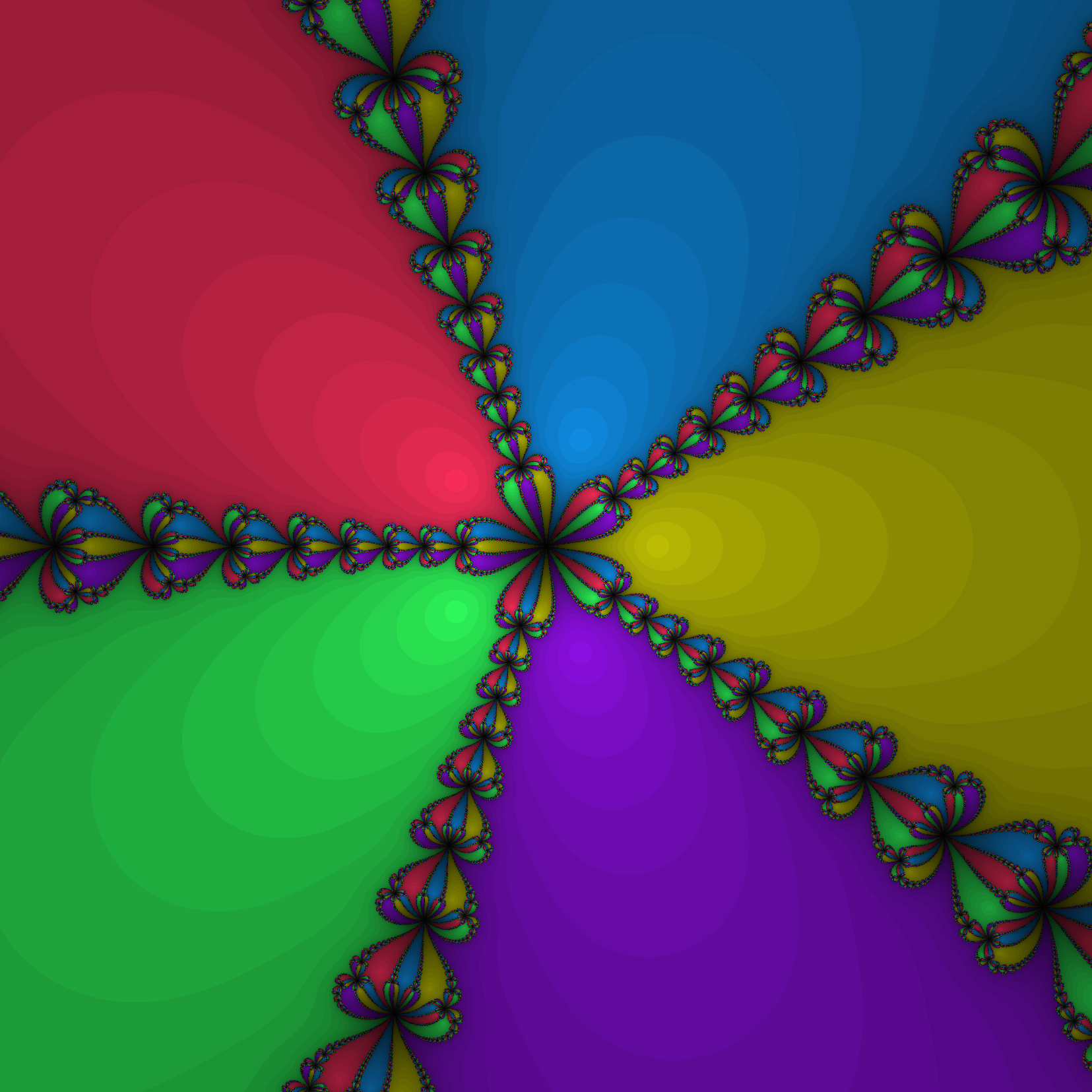
Fractale de Newton pour le polynôme p(z) = z5 -1,  colorée par racine atteinte.
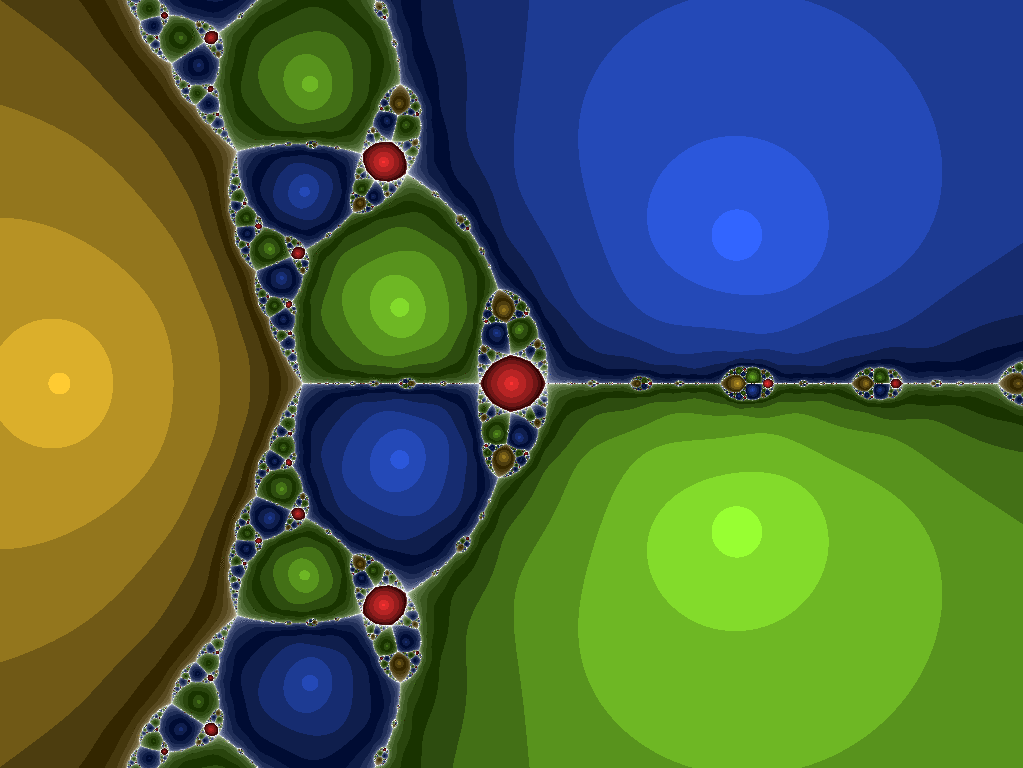
Fractale de Newton pour p(z) = z3 - 2z + 2. Les points en rouge n’atteignent aucune racine.
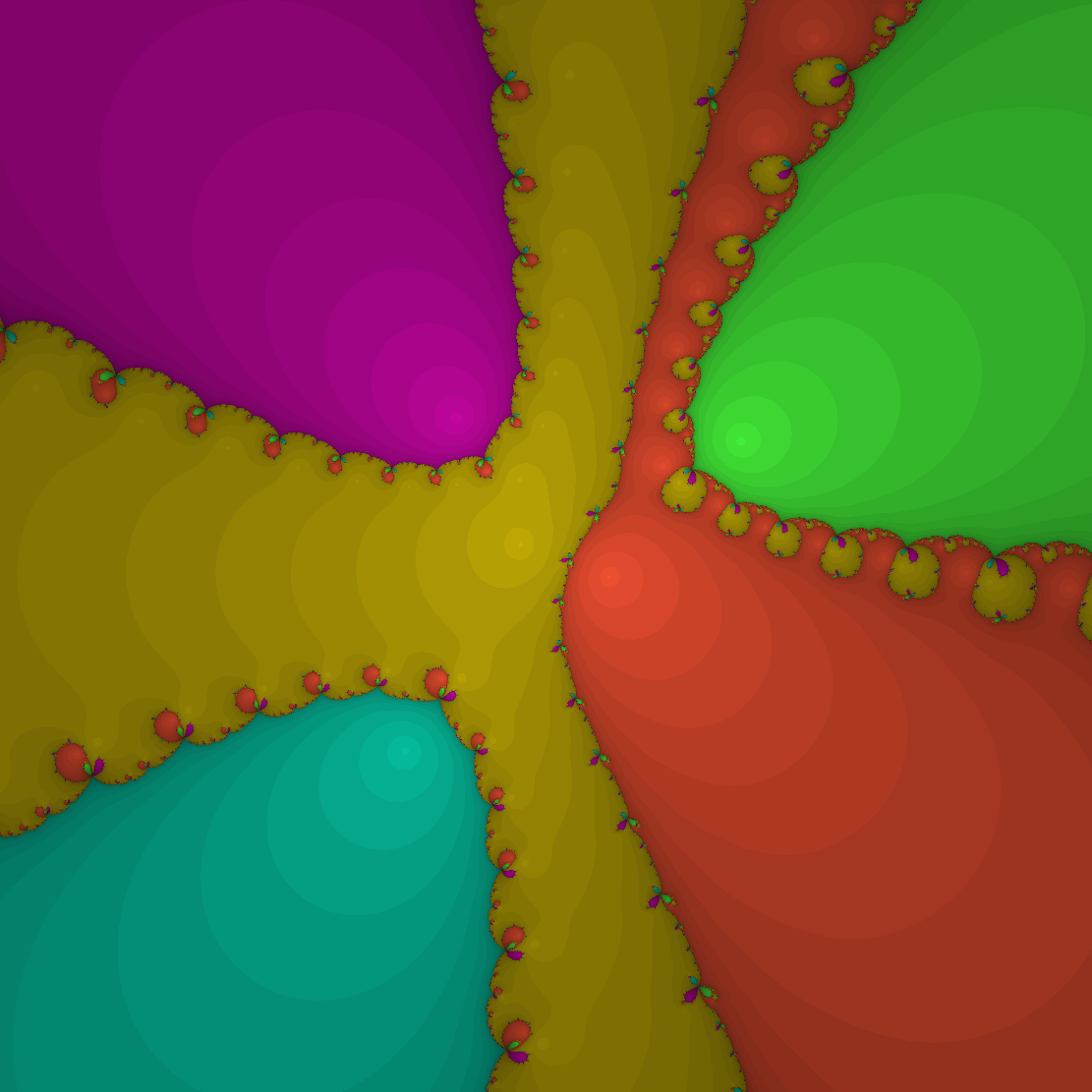
Fractale de Newton pour p(z) = z5 - 3iz3 -(5+2i)z2 + 3z + 1, coloré par racine atteinte.
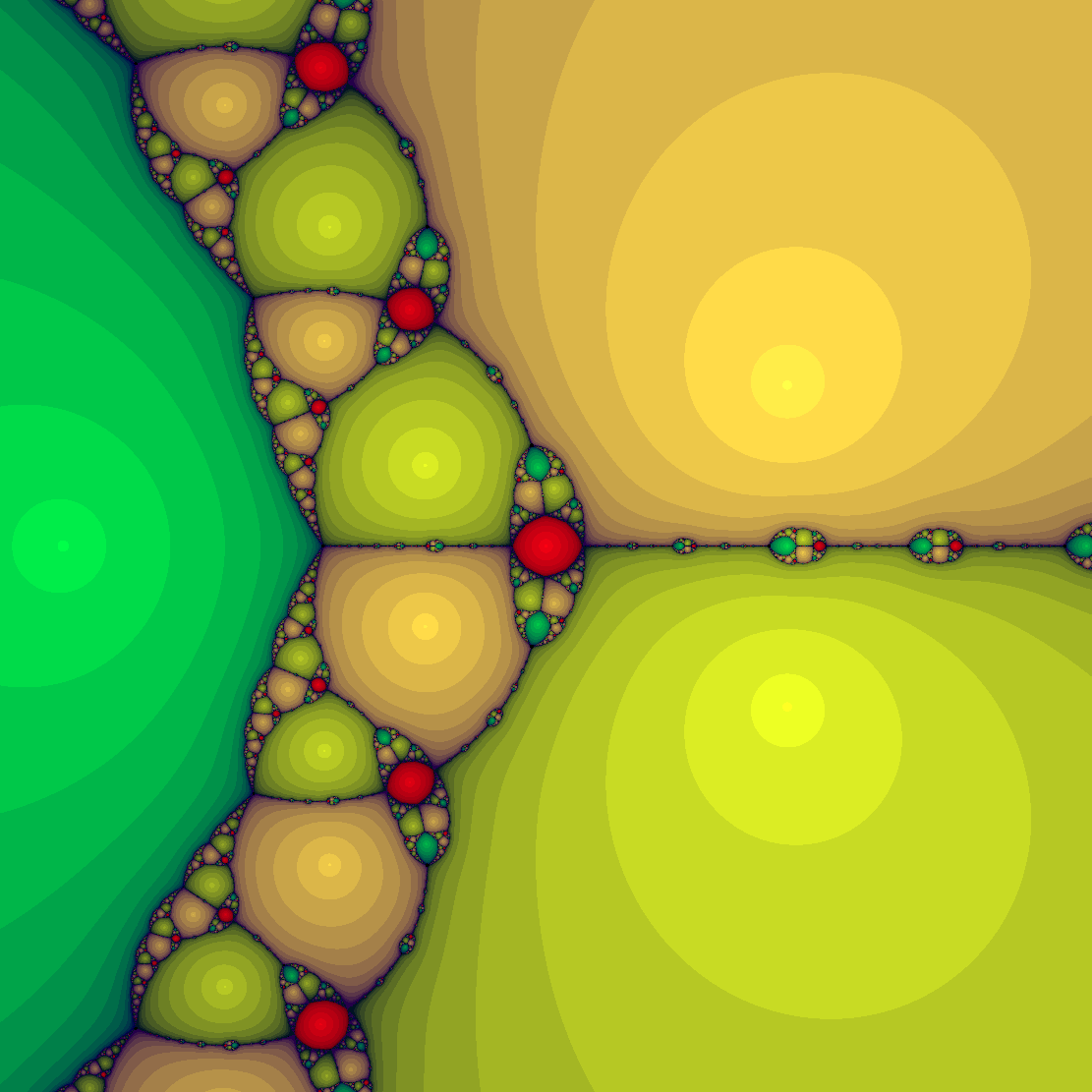
Fractale de Newton pour p(z) = z3 - 2z + 2. Les points en rouge n’atteignent aucune racine.
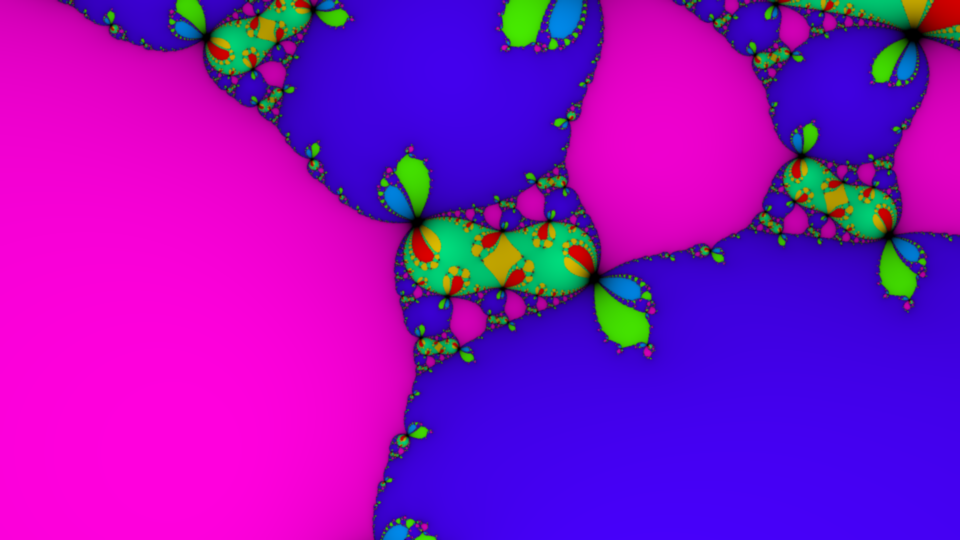
Fractale de Newton pour un polynôme du 7e degré, coloré par racine atteinte nuancé en fonction du nombre d’itérations de convergence.
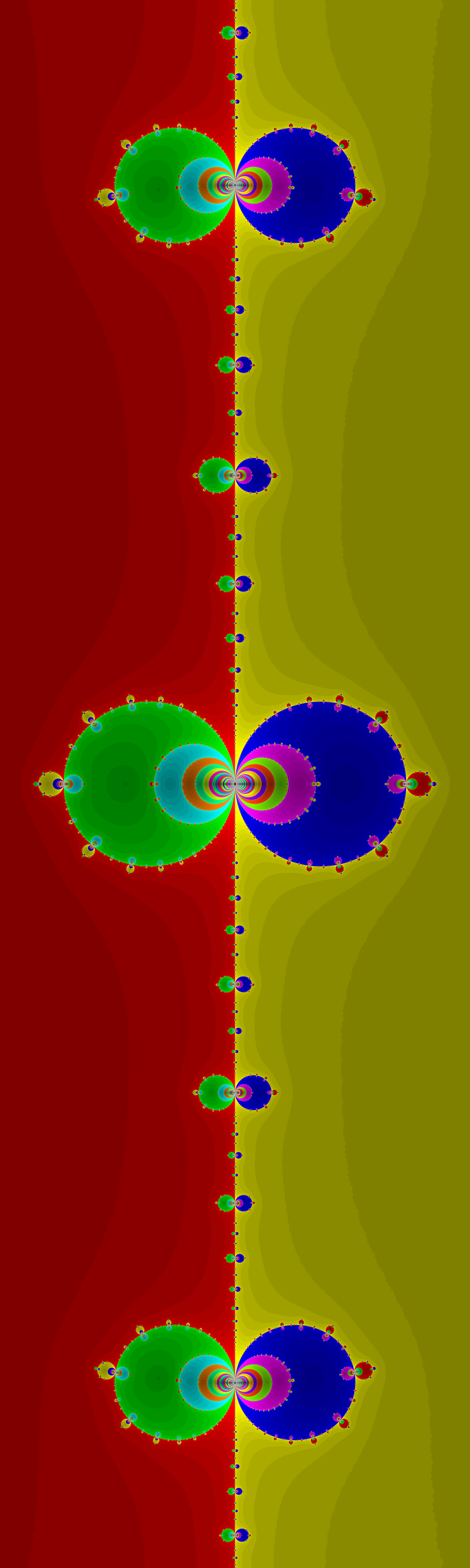
Une autre fractale de Newton pour sin(x).
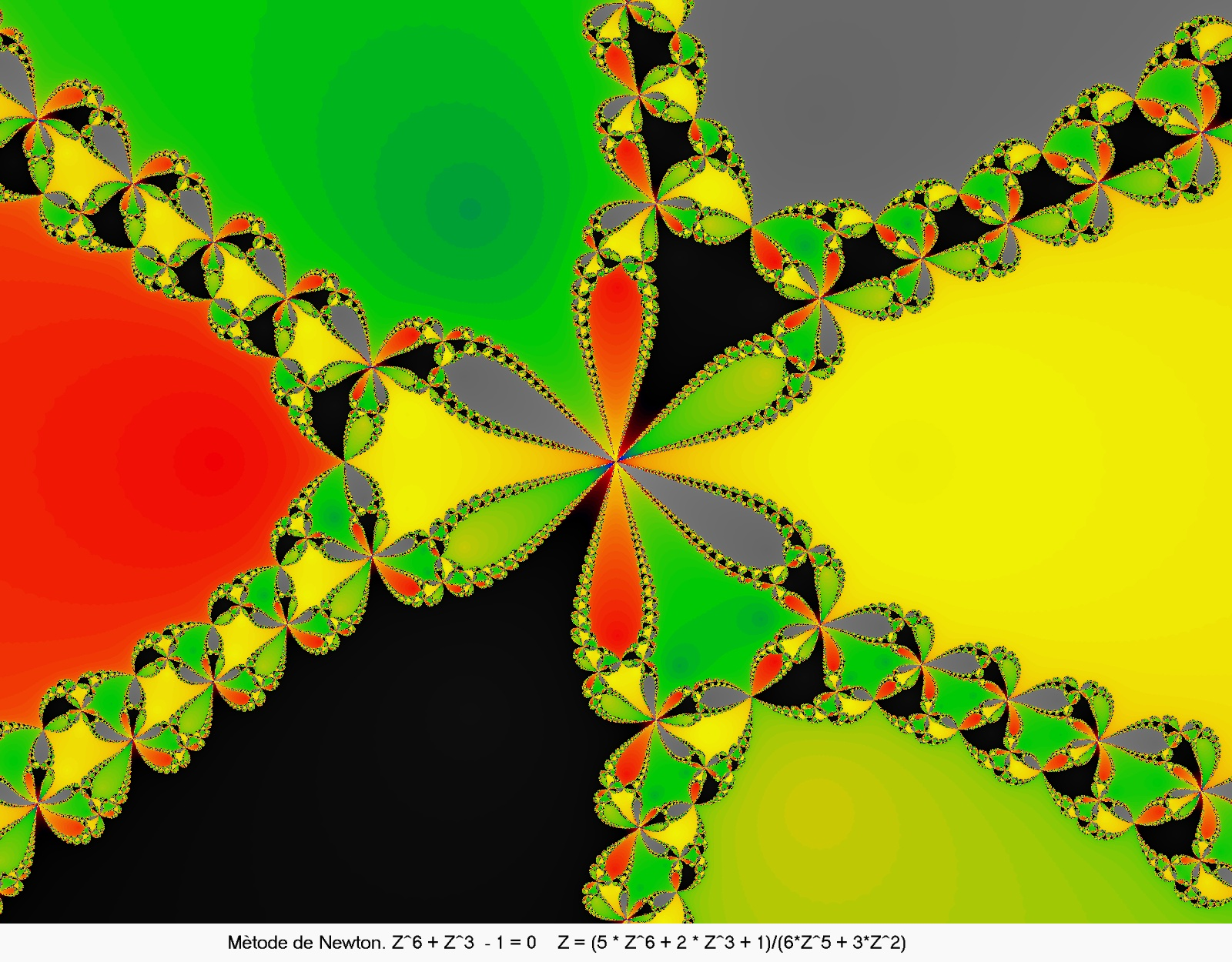
{\displaystyle p(z)=z^{6}+z^{3}-1}.
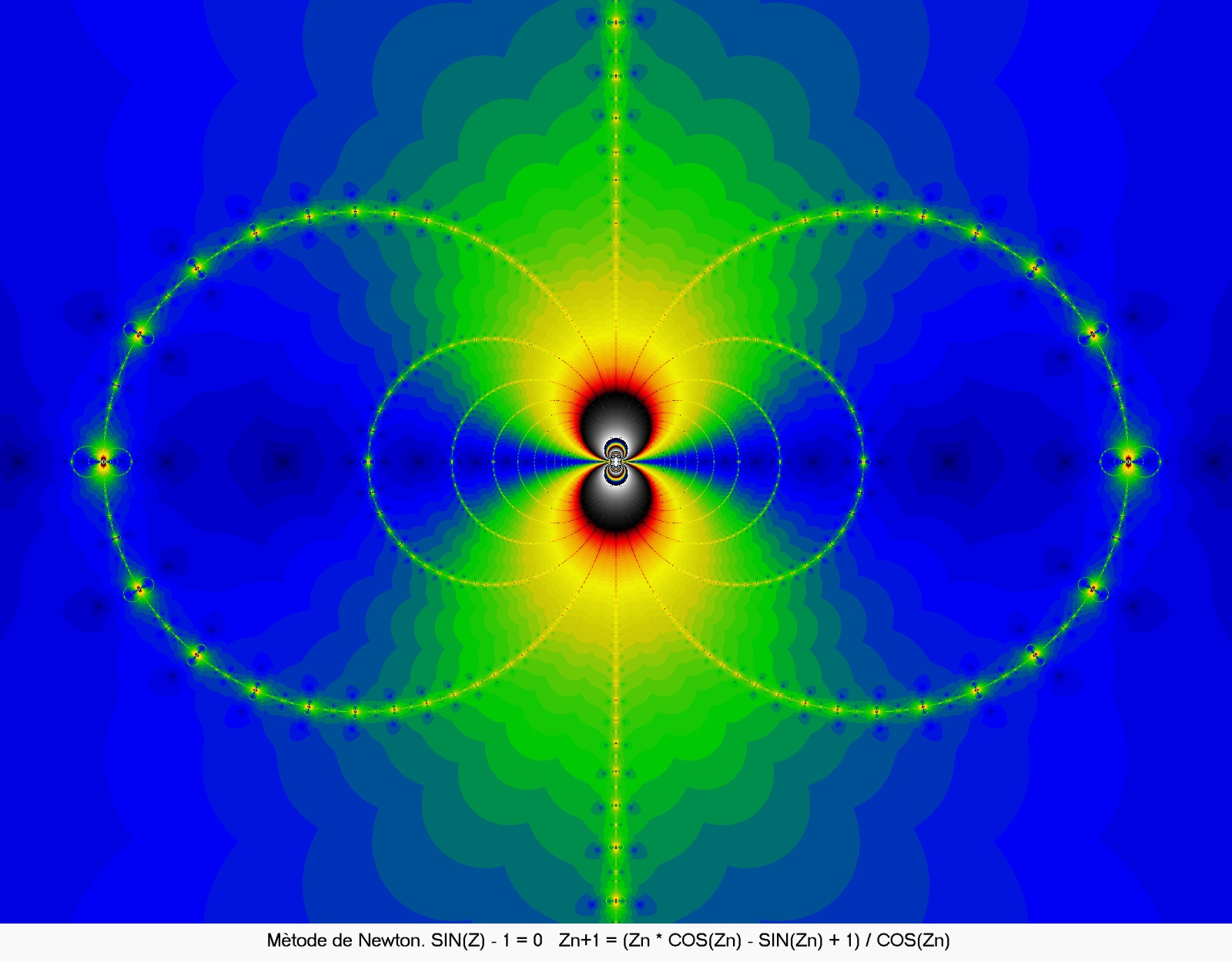
{\displaystyle p(z)=\sin(z)-1}.
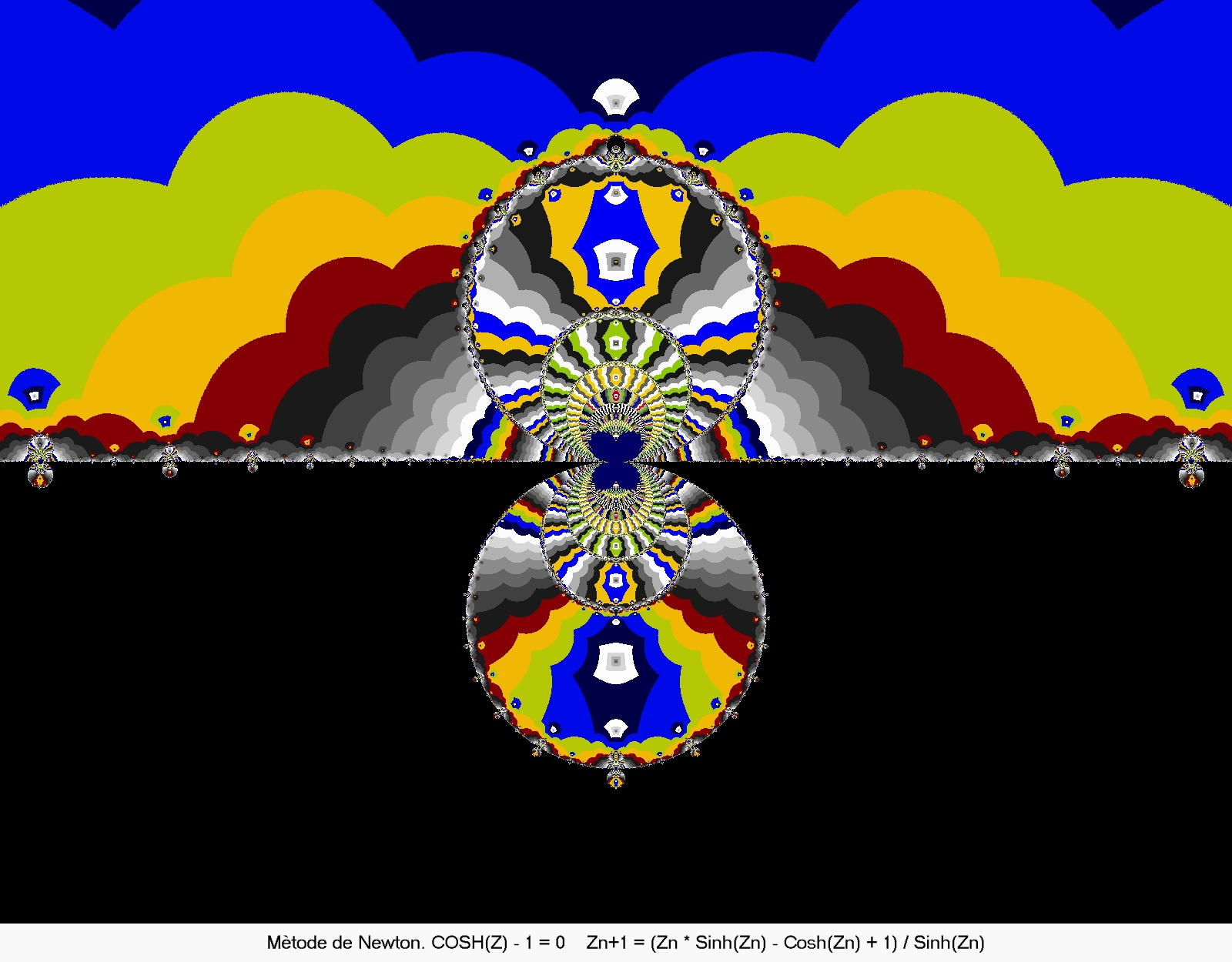
{\displaystyle p(z)=\cosh(z)-1}.